# Камароб
Камароб (тадж. Камароб) — река, протекающая по территории Раштского района районов республиканского подчинения Таджикистана, в одноимённом ущелье расположенным между Каратегинским и Кабудкрымским хребтами. Левый приток реки Сарбог (бассейн Вахша). Основной приток — Сободай.
Длина — 36 км. Площадь водосбора — 347 км². Количество притоков протяжённостью менее 10 км расположенных в бассейне Камароб — 78, их общая длина составляет 122 км.
Напротив устья Камароб через реку Сарбог расположен посёлок Дехихочоли-Боло, справа от устья МТФ.